# 博労淵の戦い
博労淵の戦い（ばくろうぶちのたたかい）または伯楽淵の戦いは、江戸幕府と豊臣家の間の大坂の陣（大坂の役）のうち、1614年（慶長19年）末に発生した大坂冬の陣において行われた戦いの一つ。

## 概要
豊臣方は、木津川口砦とともに、木津川沿岸の守備のため博労淵（現在の大阪市西区立売堀付近、西長堀駅の北側）に砦を築き、薄田兼相が守将として兵700で守備しており、11月19日の木津川口砦陥落後もそのままになっていた。
11月29日、守将の薄田兼相は、留守を平子正貞に預け、江口の遊女屋に出かけた。その晩、蜂須賀至鎮、池田忠雄、石川忠総ら徳川勢が砦に夜討ちをかけた。寄せ手は石川忠総の兵が5隻の船で伝法口から進み、蜂須賀至鎮の兵は水陸の2隊に分かれて進み、数十隻の舟に分乗して木津口から迫った一隊の到着とともに､一斉に突入し、砦を制圧した。
留守居の平子正貞は戦死、首を取られたが、同じく大坂の陣で討たれた息子とともに、七代にわたって討ち死にした一家として、当時評判になった。また油断して持ち場を離れ、遊女と戯れている間に砦を徳川方に制圧された薄田兼相は笑いものとなり、見かけ倒しで役たたずの意味の「橙武者」とあだ名された。